# 贵人纳喇氏 (昭格之女)
貴人納喇氏，名妞妞（穆麟德轉寫：Nionio)，正白旗包衣第一參領第一佐領下人，驍騎校昭格（兆格）之女，清朝康熙帝的貴人:317。

## 生平
納喇氏的名字在滿文檔案中寫作「nionio」（妞妞），意為眼珠。根據康熙朝內務府《奏銷檔》的記載，康熙十年（1671年）六月二十三日，鑲黃旗遏必隆公之女鈕祜祿氏等六位外八旗出身的格格入宮。在此之前的六月十五日，康熙帝下旨稱：「既令六格格入宮，著選看包衣女子俊秀者九人送入宮中」。六月十九日，九位內務府女子入宮，納喇氏即在其中，其秀女檔案稱其為：「三泰佐領牧上（人）昭格之女妞妞」。當代研究學者王冕森指出三泰佐領即為正白旗包衣第一參領第一佐領，納喇氏之父昭格在其入宮後，由牧丁挑補為驍騎校（《漢文列祖子孫直檔玉牒》又記為「護軍校兆格」），但是目前尚未查到納喇氏的家族信息，可能出身普通:317。
目前並不清楚納喇氏入宮之後，是否充任過官女子，以及是在何時、以何情況被康熙帝收為後宮主位。康熙十四年（1675年）十月初八日巳時，納喇氏生下第一個兒子萬黼 （康熙十八年正月二十九日戊時夭折，未序齒）。康熙十六年（1677年）五月二十四日，康熙帝決定對其後宮主位進行第一批的正式冊封，已生育一子的納喇氏未在是次冊封之列。根據《口奏綠頭牌白本檔案》的記載，康熙十六年六月初，後宮中除皇后鈕祜祿氏、貴妃佟氏、李氏等七位嬪之外，還有四位貴格格（貴人），其中一位享嬪級待遇的貴格格即為日後的宣妃博爾濟吉特氏，未知納喇氏是否為另外三位貴格格中的一員。
康熙十八年（1679年）二月三十日巳時，納喇氏生下第二個兒子允禶 （康熙十九年四月初二日亥時夭折，未序齒）:54。其他文獻稱通嬪烏拉那拉氏或那丹珠之女貴人納喇氏為萬黼及允禶的生母，但是當代研究學者王冕森查詢《漢文列祖子孫直檔玉牒》之後，指出原文均記兩子為「貴人納喇氏護軍校兆格之女所出」，可知《星源集慶》所記屬實:317-318。在此之後，納喇氏的情況不明，僅知《玉牒》記她的位分等級為貴人，至於她究竟是康熙帝諸位貴人中的哪一位、在何時去世、奉安於何處，目前均不清楚:317。

## 備註
1. ↑  「Nionio」作為女性名字，亦可譯作牛鈕、鈕鈕、紐紐等[2]。